# Burt Hirschfeld
Pour les articles homonymes, voir Hirschfeld.
Burt Hirschfeld, né en 1923 et mort en 2004, est un écrivain américain, auteur de roman policier et de novélisation de scénarios.

## Biographie
Il commence par des novélisations, en particulier celles de Bonnie et Clyde d’Arthur Penn, de Gas-s-s-s de Roger Corman, de la série télévisée Dallas et du feuilleton télévisé Hôpital central (General Hospital).
Il écrit également sous son nom ou sous le pseudonyme de Hugh Barron plusieurs romans révélant « un talent original » selon Claude Mesplède et Jean-Jacques Schleret .
Il publie en 1972 Cochons de parents (Father Pig) analysé comme un « roman symptomatique de l'état d'esprit idéaliste d'une poignée de jeunes étudiants des années 70 qui souhaitent rendre le monde meilleur et considèrent que d'autres valeurs, plus nobles que les liens familiaux, doivent prévaloir » par Claude Mesplède qui qualifie de « percutant ! » Meurtres sur canapé (Secrets) publié en 1975.

## Œuvre

### Romans
- A Man and a Woman, 1968
- The Mercenary, 1969
- Alex in Wonderland, 1970
- Kelly's Heroes, 1970
- Fire Island, 1971
- Acapulco, 1971
- The Masters Affair, 1971 Publié en français sous le titre L'Affaire Masters, collection Thriller, Hachette, 1972 ; réédition Le Livre de poche no 7411, 1978
- The Goddess Game, 1971
- Father Pig, 1972 Publié en français sous le titre Cochons de parents, Série noire no 1580, 1973 ; réédition Carré noir no 361, 1980
- Cindy on Fire, 1972
- Generation of Victors, 1973
- Fire in the Embers, 1974
- Moment of Power, 1975
- Secrets, 1975 Publié en français sous le titre Meurtres sur canapé, Super noire no 41, 1976
- Aspen, 1976
- Provincetown, 1977
- Behold Zion, 1977
- Why Not Everything?, 1978
- Key West, 1979
- King of Heaven, 1983
- Return to Fire Island, 1984
- Flawless, 1984
- The Big Score, 1984
- Tilt!, 1985
- Family Secrets, 1986
- Dreamers and Dealers, 1988
- Kingpin, 1988 (coécrit avec Edwin Fadiman)
- Special People, 1988
- Aspen Affair, 1990
- The Royce Prospect, 1990
- Daybreak, 1992

### Romans signés Hugh Barron
- Doll Baby, 1967
- The Corruptor, 1969
- Fun City, 1969
- Bonnie, 1970
- The Mercenary, 1970
- High Cost of Murder, 1971 (autre titre The Verdugo Affair)
- The Love Thing, 1971
- Special People, 1978

### Novélisations

#### Série Dallas
- Ewings of Dallas, 1980 Publié en français sous le titre Les Maîtres de Dallas, Éditions Robert Laffont, 1981 ; rééditions France loisirs, 1982 ; J'ai lu no 1387, 1982
- The Women of Dallas, 1980 Publié en français sous le titre Les Femmes de Dallas, Éditions Robert Laffont, 1981 ; rééditions France loisirs, 1982 ; J'ai lu no 1465, 1983
- Men of Dallas, 1981 Publié en français sous le titre Les Hommes de Dallas, Éditions Robert Laffont, 1982 ; rééditions France loisirs, 1983 ; J'ai lu no 1550, 1983

#### SérieGeneral Hospital
- General Hospital, 1963
- Emergency Entrance, 1965

#### Autres novélisations
- Bonnie and Clyde, 1967 Publié en français sous le titre Bonnie and Clyde, Solar, 1968 ; réédition Presses Pocket no 606, 1968
- Gas!, 1970

### Autres publications
- Stagestruck: Your Career in Theatre, 1963
- Four Cents an Acre: the Story of the Louisiana Purchase, 1965
- After the Alamo: the Story of the Mexican War, 1966
- The Spanish Armada: The Story of a Glorious Defeat, 1966
- A Cloud Over Hiroshima: The Story of the Atomic Bomb, 1967
- The Glorious Struggle: How the United States Became a Nation, 1967
- A State Is Born: The Story of Israel, 1967 Publié en français sous le titre Israël, État miracle, collection Feux de l'histoire, Éditions Alsatia, 1969
- Khrushchev, 1968
- The Vital Link: Story of the Suez Canal, 1968
- Freedom in Jeopardy: The story of the McCarthy Years, 1969
- Fifty-five Days of Terror: Story of the Boxer Rebellion, 1971

## Filmographie
- 1977 : mini-série télévisée américaine Aspen, adaptation du roman éponyme réalisée par Douglas Heyes

## Sources
- Claude Mesplède, Les années "Série noire" bibliographie critique d'une collection policière, t. 4 : 1972-1982, Amiens, Encrage, coll. « Travaux » (no 25), 1995, 318 p. (ISBN 978-2-906389-63-2).
- Claude Mesplède et Jean-Jacques Schleret, SN, voyage au bout de la Noire : inventaire de 732 auteurs et de leurs œuvres publiés en séries Noire et Blème : suivi d'une filmographie complète, Paris, Futuropolis, 1982 (OCLC 11972030), p. 190